# Eidgenössische Volksinitiative «Schweizer Recht statt fremde Richter (Selbstbestimmungsinitiative)»
Die eidgenössische Volksinitiative «Schweizer Recht statt fremde Richter», kurz auch Selbstbestimmungsinitiative (SBI) genannt, war eine schweizerische Volksinitiative. Sie verlangte, dass die Bundesverfassung künftig im Rang über dem Völkerrecht steht. Initiantin war die SVP. Die Initiative wurde mit 116'428 gültigen Unterschriften am 12. August 2016 eingereicht und am 25. November 2018 von Volk und Ständen abgelehnt.

## Entstehung
Als sich abzeichnete, dass die mit der Ausschaffungsinitiative (2010 angenommen) geplante automatische Ausschaffung gesetzlich nicht ohne weiteres umzusetzen war, lancierte die SVP zunächst die Durchsetzungsinitiative (2016 abgelehnt). Nachdem das Bundesgericht dem Parlament signalisiert hatte, dass ein Automatismus ohne Einzelfallprüfung weder mit der Bundesverfassung noch mit der Europäischen Menschenrechtskonvention (EMRK) vereinbar ist, lancierte SVP-Nationalrat Hans-Ueli Vogt mit einem Brief an Altbundesrat Christoph Blocher die Idee der Selbstbestimmungsinitiative.
Die SVP erklärt, die direkte Demokratie stärken zu wollen und eine behauptete Stimmbürgerentmachtung zu stoppen. Die Bundesverfassung solle daher künftig über dem Völkerrecht stehen (vorbehaltlich zwingender Bestimmungen, wie bspw. solche gegen Sklaverei und Völkermord). Für das Bundesgericht sollen neben den Bundesgesetzen nur noch jene völkerrechtlichen Verträge massgebend sein, die dem Referendum unterstanden haben (bspw. nicht die EMRK).

## Initiativtext
Art. 5 Abs. 1 und 4

1 Grundlage und Schranke staatlichen Handelns ist das Recht. Die Bundesverfassung ist die oberste Rechtsquelle der Schweizerischen Eidgenossenschaft.

4 Bund und Kantone beachten das Völkerrecht. Die Bundesverfassung steht über dem Völkerrecht und geht ihm vor, unter Vorbehalt der zwingenden Bestimmungen des Völkerrechts.
Art. 56a Völkerrechtliche Verpflichtungen
1 Bund und Kantone gehen keine völkerrechtlichen Verpflichtungen ein, die der Bundesverfassung widersprechen.

2 Im Fall eines Widerspruchs sorgen sie für eine Anpassung der völkerrechtlichen
Verpflichtungen an die Vorgaben der Bundesverfassung, nötigenfalls durch Kündigung der betreffenden völkerrechtlichen Verträge.

3 Vorbehalten bleiben die zwingenden Bestimmungen des Völkerrechts.
'Art. 190.' Massgebendes Recht

Bundesgesetze und völkerrechtliche Verträge, deren Genehmigungsbeschluss dem Referendum unterstanden hat, sind für das Bundesgericht und die anderen rechtsanwendenden Behörden massgebend.
Art. 197 Ziff. 12 Übergangsbestimmung zu Art. 5 Abs. 1 und 4 (Grundsätze rechtsstaatlichen Handelns), Art. 56a (Völkerrechtliche Verpflichtungen) und Art. 190 (Massgebendes Recht)

## Beratung im Parlament
Der Ständerat empfahl die Initiative am 13. März 2018 mit 36 zu 6 Stimmen ohne Gegenentwurf zur Ablehnung, desgleichen der Nationalrat am 11. Juni 2018 mit 127 zu 67 Stimmen. In den Schlussabstimmungen wurde diese Abstimmungsempfehlung vom Nationalrat mit 129 zu 68 Stimmen, vom Ständerat mit 38 zu 6 Stimmen bekräftigt.

## Meinungsumfragen
| Institut                  | Auftraggeber | Datum            | Ja | Eher Ja | Unentschieden Keine Antwort | Eher Nein | Nein |
| ------------------------- | ------------ | ---------------- | -- | ------- | --------------------------- | --------- | ---- |
| LeeWas GmbH (PDF; 1,6 MB) | Tamedia      | 9. November 2018 | 37 | 3       | 2                           | 2         | 56   |
| gfs.Bern                  | SRG SSR      | 3. November 2018 | 29 | 8       | 2                           | 8         | 53   |
| LeeWas GmbH (PDF; 1,6 MB) | Tamedia      | 26. Oktober 2018 | 40 | 4       | 3                           | 5         | 48   |
| LeeWas GmbH (PDF; 1,6 MB) | Tamedia      | 9. Oktober 2018  | 41 | 4       | 2                           | 3         | 50   |
| gfs.Bern                  | SRG SSR      | 7. Oktober 2018  | 24 | 15      | 6                           | 13        | 42   |

Bemerkungen: Angaben in Prozent. Das Datum bezeichnet den mittleren Zeitpunkt der Umfrage, nicht den Zeitpunkt der Publikation der Umfrage.

## Abstimmungsergebnis

Abstimmungsergebnisse nach Kantonen

Bei einer Stimmbeteiligung von 47,7 Prozent scheiterte die Initiative sowohl am Volksmehr (33,8 Prozent Ja-Stimmen) wie auch am Ständemehr. Die Initiative gewann in keinem Kanton eine Mehrheit.
| Kanton                           | Ja (%) | Nein (%) | Beteiligung (%) |
| -------------------------------- | ------ | -------- | --------------- |
| Aargau                           | 38,0   | 62,0     | 46,4            |
| Appenzell Ausserrhoden           | 37,7   | 62,3     | 52,1            |
| Appenzell Innerrhoden            | 47,0   | 53,0     | 47,3            |
| Basel-Landschaft                 | 36,7   | 63,3     | 48,2            |
| Basel-Stadt                      | 27,5   | 72,5     | 55,9            |
| Bern                             | 34,5   | 65,5     | 48,5            |
| Freiburg                         | 27,4   | 72,6     | 43,7            |
| Genf                             | 24,7   | 75,3     | 44,1            |
| Glarus                           | 44,5   | 55,5     | 43,8            |
| Graubünden                       | 35,0   | 65,0     | 47,5            |
| Jura                             | 24,5   | 75,5     | 41,5            |
| Luzern                           | 33,1   | 66,9     | 51,2            |
| Neuenburg                        | 22,6   | 77,4     | 41,6            |
| Nidwalden                        | 39,9   | 60,1     | 53,5            |
| Obwalden                         | 39,9   | 60,7     | 54,8            |
| Schaffhausen                     | 43,0   | 57,0     | 66,8            |
| Schwyz                           | 47,1   | 52,9     | 52,1            |
| Solothurn                        | 35,0   | 65,0     | 46,9            |
| St. Gallen                       | 39,1   | 60,9     | 48,2            |
| Tessin                           | 46,1   | 53,9     | 45,2            |
| Thurgau                          | 40,9   | 59,1     | 47,4            |
| Uri                              | 42,5   | 57,5     | 45,0            |
| Waadt                            | 23,4   | 76,6     | 44,9            |
| Wallis                           | 32,4   | 67,6     | 51,7            |
| Zug                              | 34,4   | 65,6     | 53,1            |
| Zürich                           | 32,1   | 67,9     | 51,7            |
| Schweizerische Eidgenossenschaft | 33,8   | 66,2     | 47,7            |